# Эрнан, сын Эогана
Эрнан (Эрнан мак Эогайн; ирл. Ernan mac Eogain; умер ок. 640 года) — ирландский святой. Дни памяти — 1 января, 21 и 22 декабря.

## Биография
Эрнан, сын Эогана, был племянником святого Колумбы. Его иногда путают с Эрнаном, игуменом Хинбы, дядей Колумбы. Его монастырь был в Ирландии, в Друим-Томма (Druim-Tomma), в округе Драмхолм, графство Донегол. Его почитают как Небесного покровителя Киллернана (Killernan), хотя, быть может, он не бывал в Шотландии, а также покровителем приходу Драмхоум, где в честь него названа школа. Kilviceuen («church of the son of Eogan») на острове Малл и Kilearnadale на острове Джура быть может названы в его честь.